# 打点
打点（だてん、英：Run batted in / RBI）は、野球やソフトボール、クリケットにおいて打者の成績を示す指標の一つ。以下では野球を基準にして述べる。

## 概要
打者に打点が記録されるのは、安打、犠打、犠飛、内野ゴロ、野手選択によって走者が得点した場合、あるいは満塁時に四死球、打撃妨害、走塁妨害のいずれかで打者に一塁が与えられたことによって三塁走者が得点した場合である（公認野球規則9.04(a)）。自身が本塁打を打ち得点した場合にも打点は記録される（同9.04(a)(1)）。なお、1打席に記録される最多の打点は満塁本塁打による4打点である。
守備側の失策による得点の場合は、無死または一死で失策がなくても得点できたと判断された場合にのみ打点が与えられる（同9.04(a)(2)）。守備側の失策が無くとも、打者に併殺打が記録されたときは走者が得点しても打点は記録されない（同9.04(b)）。
- 打撃記録としての併殺打は、打者がフォースダブルプレイまたはリバースフォースダブルプレイとなるようなゴロを打ち、併殺が完成した場合（または、打者がフォースダブルプレイとなるようなゴロを打ち、第1アウトが成立したあと、第2アウトとなる送球を野手が捕らえ損ねてその野手に失策が記録された場合）に記録される。
- 打者に併殺打が記録されない併殺の場合は、打者に打点が記録される。

1997年までの公認野球規則では、打者が三振したが振り逃げを試みることができる局面において、打者がアウトにされる間に走者が得点した場合には打者に打点を記録することとしていた（同10.04(a)(2)【注】）が、1998年以降はこの条文は削除されている。ただし、1997年以前においても、打者をアウトにすることができず振り逃げが成功した場合はこの得点は暴投ないし捕逸によるものなので、打点は記録されなかった。
打点の多い選手をクラッチヒッターなどと呼んでおり、シーズンを通し90打点以上が一流の目安とされている。
セイバーメトリクスにおいては走者の有無に左右される成績ゆえにあまり重要視されない成績とされ、マイケル・ルイス著の『マネー・ボール』では打点にこだわる伝統を「大いなる狂気の見本」と評されている。チームメイトの出塁率に大きく左右され、走者なしで打点を上げる方法は本塁打しかなく、運の要素が非常に大きいと言われる。MLBでは二番打者最強論が主流になっており、塁上にランナーがいるケースが多く打点を稼ぎやすい3番、4番、5番ではなく2番に最強打者を置くチームが多い。

## 日本プロ野球

### 通算記録
| 順位 | 選手名   | 打点 |
| ---- | -------- | ---- |
| 1    | 王貞治   | 2170 |
| 2    | 野村克也 | 1988 |
| 3    | 門田博光 | 1678 |
| 4    | 張本勲   | 1676 |
| 5    | 落合博満 | 1564 |
| 6    | 清原和博 | 1530 |
| 7    | 長嶋茂雄 | 1522 |
| 8    | 金本知憲 | 1521 |
| 9    | 大杉勝男 | 1507 |
| 10   | 山本浩二 | 1475 |

| 順位 | 選手名     | 打点 |
| ---- | ---------- | ---- |
| 11   | 衣笠祥雄   | 1448 |
| 12   | 土井正博   | 1400 |
| 13   | 中村剛也   | 1356 |
| 14   | 中村紀洋   | 1348 |
| 15   | 川上哲治   | 1319 |
| 16   | 秋山幸二   | 1312 |
| 17   | 小久保裕紀 | 1304 |
| 18   | 新井貴浩   | 1303 |
| 19   | 山内一弘   | 1286 |
| 20   | 阿部慎之助 | 1285 |

- 記録は2024年シーズン終了時点[4]

### シーズン記録
| 順位 | 選手名     | 所属球団             | 打点 | 記録年 | 備考               |
| ---- | ---------- | -------------------- | ---- | ------ | ------------------ |
| 1    | 小鶴誠     | 松竹ロビンス         | 161  | 1950年 | セ・リーグ記録     |
| 2    | R.ローズ   | 横浜ベイスターズ     | 153  | 1999年 |                    |
| 3    | 今岡誠     | 阪神タイガース       | 147  | 2005年 |                    |
| 4    | 藤村富美男 | 大阪タイガース       | 146  | 1950年 | 打点王以外では最多 |
| 4    | 落合博満   | ロッテオリオンズ     | 146  | 1985年 | パ・リーグ記録     |
| 6    | T.ウッズ   | 中日ドラゴンズ       | 144  | 2006年 |                    |
| 7    | 藤村富美男 | 大阪タイガース       | 142  | 1949年 |                    |
| 8    | T.ブランコ | 横浜DeNAベイスターズ | 136  | 2013年 |                    |
| 9    | 西沢道夫   | 中日ドラゴンズ       | 135  | 1950年 |                    |
| 9    | 野村克也   | 南海ホークス         | 135  | 1963年 |                    |

- 左打者記録はランディ・バース（1985年、阪神タイガース）と村上宗隆（2022年、東京ヤクルトスワローズ）の134打点
- 両打者記録はフェルナンド・セギノールの108打点（2004年、北海道日本ハムファイターズ）
- 記録は2024年シーズン終了時点[5]

### 1試合記録
| 選手名   | 所属球団     | 打点 | 記録日        | 対戦相手       |
| -------- | ------------ | ---- | ------------- | -------------- |
| 飯島滋弥 | 大映スターズ | 11   | 1951年10月5日 | 阪急ブレーブス |

### 1イニング記録
| 選手名   | 所属球団           | 打点 | 記録日        | 対戦相手       | イニング |
| -------- | ------------------ | ---- | ------------- | -------------- | -------- |
| 飯島滋弥 | 大映スターズ       | 7    | 1951年10月5日 | 阪急ブレーブス | 7回表    |
| 池山隆寛 | ヤクルトスワローズ | 7    | 1993年5月19日 | 広島東洋カープ | 3回裏    |

### 連続試合記録
| 選手名   | 所属球団       | 試合数 | 開始日        | 終了日       |
| -------- | -------------- | ------ | ------------- | ------------ |
| R.バース | 阪神タイガース | 13     | 1986年6月18日 | 1986年7月4日 |

## メジャーリーグベースボール

### 通算記録
| 順位 | 選手名                 | 打点 |
| ---- | ---------------------- | ---- |
| 1    | ハンク・アーロン       | 2297 |
| 2    | アルバート・プホルス   | 2218 |
| 3    | ベーブ・ルース         | 2214 |
| 4    | アレックス・ロドリゲス | 2086 |
| 5    | キャップ・アンソン     | 2075 |
| 6    | バリー・ボンズ         | 1996 |
| ７   | ルー・ゲーリッグ       | 1995 |
| 8    | スタン・ミュージアル   | 1951 |
| 9    | タイ・カッブ           | 1938 |
| 10   | ジミー・フォックス     | 1922 |

| 順位 | 選手名                     | 打点 |
| ---- | -------------------------- | ---- |
| 11   | エディ・マレー             | 1917 |
| 12   | ウィリー・メイズ           | 1903 |
| 13   | ミゲル・カブレラ           | 1881 |
| 14   | メル・オット               | 1860 |
| 15   | カール・ヤストレムスキー   | 1844 |
| 16   | テッド・ウィリアムズ       | 1839 |
| 17   | ケン・グリフィー・ジュニア | 1836 |
| 18   | ラファエル・パルメイロ     | 1835 |
| 19   | デーブ・ウィンフィールド   | 1833 |
| 20   | マニー・ラミレス           | 1831 |

- 記録は2024年シーズン終了時点[6]
- 記録はMLB公式サイト、Baseball Reference、ESPNなどの各サイトにより違いがある。

### シーズン記録
| 順位 | 選手名                 | 所属球団                     | 打点 | 記録年 | 備考                 |
| ---- | ---------------------- | ---------------------------- | ---- | ------ | -------------------- |
| 1    | ハック・ウィルソン     | シカゴ・カブス               | 191  | 1930年 | ナ・リーグ記録       |
| 2    | ルー・ゲーリッグ       | ニューヨーク・ヤンキース     | 185  | 1931年 | ア・リーグ記録       |
| 3    | ハンク・グリーンバーグ | デトロイト・タイガース       | 184  | 1937年 | ア・リーグ右打者記録 |
| 4    | ジミー・フォックス     | ボストン・レッドソックス     | 175  | 1938年 |                      |
| 5    | ルー・ゲーリッグ       | ニューヨーク・ヤンキース     | 173  | 1927年 |                      |
| 5    | ルー・ゲーリッグ       | ニューヨーク・ヤンキース     | 173  | 1930年 |                      |
| 7    | チャック・クライン     | フィラデルフィア・フィリーズ | 170  | 1930年 | ナ・リーグ左打者記録 |
| 8    | ジミー・フォックス     | ボストン・レッドソックス     | 169  | 1932年 |                      |
| 9    | ベーブ・ルース         | ニューヨーク・ヤンキース     | 168  | 1921年 |                      |
| 9    | ハンク・グリーンバーグ | デトロイト・タイガース       | 168  | 1935年 |                      |

- 両打者記録はマーク・テシェイラの144打点（テキサス・レンジャーズ、2005年）
- 記録は2024年シーズン終了時点[8]

### 1試合記録
- 12
  - ジム・ボトムリー （セントルイス・カージナルス、1924年9月16日 対ブルックリン・ロビンス戦）
  - マーク・ウィッテン（英語版） （セントルイス・カージナルス、1993年9月7日 対シンシナティ・レッズ戦）

### 1イニング記録
- 8 - フェルナンド・タティス（セントルイス・カージナルス） 1999年4月23日